# Heteropogon pyrinus
Heteropogon pyrinus är en tvåvingeart som beskrevs av Hermann 1906. Heteropogon pyrinus ingår i släktet Heteropogon och familjen rovflugor. Inga underarter finns listade i Catalogue of Life.